# Association pour la liberté économique et le progrès social
 (décembre 2024).
L'Association pour la liberté économique et le progrès social (ALEPS) est une association française consacrée à la promotion du libéralisme économique, fondée en 1966.

## De sa fondation en 1966 aux années 1970
L'ALEPS a été fondée en décembre 1966, officiellement par l'industriel André Arnoux, PDG de l'entreprise Chauvin Arnoux (créée en 1893 par son père René Arnoux et Raphaël Chauvin),. Ainsi que par des militants anticommunistes comme Georges Albertini et Claude Harmel, son secrétaire général jusqu'en 1974, rejoints par des économistes libéraux comme Jacques Rueff ou Daniel Villey, son premier président, vice-président de la Société du Mont Pèlerin depuis 1965, un patron libéral et catholique comme Pierre de Calan, qui s'est fait connaitre en 1963 avec son ouvrage Renaissance des libertés économiques et sociales et qui a milité pour l'adoption par le CNPF d'une charte libérale en 1965, et des journalistes comme Michel-Pierre Hamelet, du Figaro,. André Arnoux est alors abonné à L'Informateur des chefs d'entreprise libres, périodique d'une association lyonnaise, l'Association des chefs d'entreprise libres (ACEL) et est membre de cette association. Daniel Villey, Pierre de Calan, Gaston Leduc sont aussi proches de cette association libérale et patronale, qui a une annexe à Paris.
L'ALEPS s'est fait connaître en lançant deux manifestations annuelles : le « grand prix André Arnoux de la pensée libérale », remis de 1967 à 1974 - le but premier de l'association était de gérer ce prix -, et les « Semaines de la pensée libérale », organisées à l'instigation de Claude Harmel de 1968 à 1974 en réponse aux « Semaines de la pensée marxiste » lancées par Roger Garaudy et en réaction à Mai 68 et à la montée en puissance de la gauche, alors qu'une fraction du patronat et que quelques intellectuels comme Villey tentent de valoriser depuis plusieurs années les idées néolibérales et critiquent le dirigisme du pouvoir gaullien. Elle a alors son siège au 198, boulevard Saint-Germain, dans le 7e arrondissement.
À l'instigation de Claude Harmel, le jeune Alain Madelin intègre l'équipe de l'ALEPS pour s'occuper de son bulletin et de ses réunions plénières.

### La Semaine de la pensée libérale
Le comité d'organisation est pris en charge par des économistes liés au patronat , Albert Garand, membre de la Société du Mont-Pèlerin, économiste du Conseil national du patronat français (CNPF) et conseiller du président de ce syndicat patronal, Octave Gélinier de la CEGOS et par un permanent patronal, Patrice Leroy-Jay, chef du service du secrétariat général du CNPF. Le délégué général en titre est Henri Masbonson, directeur général de Chauvin Arnoux. Le CNPF et l'Union des industries et métiers de la métallurgie financent ces semaines.
Ces semaines sont des colloques thématiques consacrés à des thèmes d'actualité, qui font polémique à l'époque, comme la planification ou l'autogestion. La première, en 1968, ne connut qu'un succès d'estime et n'attira qu'une centaine de personnes. Elle se déroula du 14 au 20 novembre 1968, à la Salle des congrès de la Maison de la Chimie, à Paris. Présidé par Luc Bourcier de Carbon, le premier jour eut pour thème « La soif de liberté du monde moderne », avec des exposés de Claude Bruaire, Michel Drancourt, Michel Crozier. Le thème de la deuxième journée fut « Les pouvoirs de décision dans l’ordre libéral ». Intervinrent Jacques Rueff, président de la journée, William François, Marcel Martin et André Aumonier. La troisième journée fut consacrée au thème suivant : « De la centralisation à la pluralité des centres de décision », sous la présidence de Gaston Leduc, membre du comité directeur de la Société du Mont-Pèlerin, avec des interventions de Maurice Allais, Léon Gingembre, de la CGPME, et Pierre de Calan. La quatrième journée, présidée par Maurice Allais, eut pour thème « La révolution économique des pays collectivistes », avec des exposés de Jean Marczewski, Bazil Kerblay, le colonel Garder et Albert Garand. La dernière journée, présidée par Maurice Roy, industriel, eut pour thème « Pour un ordre libéral ». Intervinrent Gaston Leduc, le philosophe catholique René Poirier, autre membre français de la Société du Mont-Pèlerin, Hyacinthe Dubreuil et Luc Bourcier de Carbon.
La 2e Semaine de la Pensée Libérale eut lieu du 20 au 24 octobre 1969 sur le thème Les rapports de l'État, de l'individu et de la Société, selon la pensée libérale. La première journée porta sur « L'Économie de marché et la condition ouvrière » : s'y exprimèrent Louis Devaux, P-DG de la société Le Nickel, Michel Lelart, Claude Harmel, Hubert Jam. Deuxième journée : « Les catholiques et le libéralisme économique ». Troisième journée : « Pour une Europe libérale : une politique industrielle » avec Guido Colonna di Paliano, commissaire européen à l'industrie de la CEE, Robert Marjolin et Emil Maria Claassen. Quatrième journée : « Liberté et rigueur dans la vie professionnelle » avec Sylvain Floirat, Bourcier de Carbon, le docteur B.C. Savy, Pierre Lhermitte et l'avocat Albert Brunois. Cinquième et dernière journée : « Les conditions actuelles de la croissance économique » avec Gaston Leduc, André Bénard, Claude Charmont, Maurice Allais, Hyacinthe Dubreuil et un discours de clôture prononcé par Luc Bourcier de Carbon, nouveau président de l'ALEPS.
Suivirent la « 3e Semaine de la Pensée Libérale » en novembre 1970 sur « Le libéralisme sortie de secours du socialisme », avec François Luchaire, professeur de droit, Raymond Aron, René Poirier, la 4e du 4 au 8 décembre 1971 sur « L'efficacité sociale du libéralisme », avec Gaston Leduc, Charles Lefranc, Gabriel Ventejol, membre du bureau confédéral de Force ouvrière, Jacques Garello, Bourcier de Carbon, Quesnel, directeur général de l'Agence nationale pour l'emploi, l'ancien ministre Jean-Marcel Jeanneney, la 5e les 2-6-9 décembre 1972 sur « Les réponses libérales aux problèmes actuels », avec Albert Garand (d), Jean Marczewski, de l'Université de Paris, qui affirma qu'« Il n'y a pas d'opposition irréductible, contrairement à l'opinion des grands classiques du libéralisme économique, entre la planification et les libertés individuelles », Octave Gelinier. La 6e - du 26 au 29 novembre 1973 - ouverte et clôturée par Jacques Rueff - porta sur « Notre libéralisme, un projet de société ». Lors de la première journée, Claude Harmel, a évoqué « le réveil des libertés en U.R.S.S après Sakharov et Soljenitsyne », soulignant que la liberté économique est le fondement des autres libertés. Serge Moureaux, échevin de Bruxelles, Luc Boursier de Carbon, pour qui libéralisme doit être « économiquement efficace et socialement constructif », Jean de Broglie, député républicain indépendant de l'Eure, furent les autres intervenants. Une autre journée fut consacrée au thème « Pas de société libre sans État fort », avec Édouard Bonnefous, président de la commission des finances du Sénat, Charles Debbasch, président de l'université Aix-Marseille-III, Roland Drago, professeur à l'université Paris-II, Gaston Leduc, Jean Marczewski, professeur à l'université Paris-I. Le thème « la fonction de l'entreprise » fut ensuite abordé, avec Albert Garand, Louis Salleron, Gelinier, Antoine Antoni, secrétaire général de la Confédération des coopératives ouvrières de production, Serge Dassault, président de l'Association française pour la participation dans les entreprises. Le ministre de la fonction publique Philippe Malaud intervint lors de la dernière journée. L'ALEPS publia un manifeste libéral cette année-là, rédigé par Jacques Garello, ainsi que Luc Bourcier de Carbon, Gaston Leduc, président du comité de rédaction du manifeste, et Pierre de Calan. En 1974, la semaine ne dura en fait qu'une journée, consacrée à l'inflation.

### Le Centre d’études de la doctrine sociale de l’Église
Lors de la deuxième semaine de la pensée libérale, une journée a été consacrée à un débat sur les rapports entre l'Église catholique et le libéralisme, avec des intervenants comme André Aumonier, qui évoque les chances d'une convergence entre catholiques et libéraux, Pierre de Calan et Henri Guitton.
Dans la première moitié des années 1970, en lien avec la Faculté libre de droit, d’économie et de gestion (FACO Paris) d'Achille Dauphin-Meunier, l'ALEPS appuie un Centre d’Études de la doctrine sociale de l’Église. Luc Bourcier de Carbon, professeur à Paris-Nanterre et président de l'ALEPS, membre depuis 1964 de la Société d'économie politique, déclare lors du premier colloque de ce Centre : « L'ALEPS, reconnaissant la nécessité primordiale d'aborder les grands problèmes économiques et sociaux du monde moderne dans un esprit de justice et de solidarité, en même temps que dans la préoccupation de l'efficacité, a organisé à la fin de 1970 un premier colloque pour étudier la doctrine sociale de l'Eglise, gardienne des valeurs dont dépend le salut de tous »,.

### Conférences internationales de la libre entreprise
L'ALEPS est représentée à partir de 1970 par un de ses membres aux conférences internationales de la libre entreprise, où sont représentés aussi l'ACEL lyonnaise (2 délégués) et le Centre libéral spiritualiste français de Pierre Lhoste-Lachaume. Celle de 1970 a lieu en France, à Lyon.

## L'ALEPS au milieu des années 1970
Avec le concours financier de l'Union des Industries Métallurgiques et Minières et à l'instigation de Claude Harmel, l'ALEPS dénonça en 1973 l'autogestion au moment de l'Affaire Lip en diffusant un supplément de son bulletin fondé cette même année, Liberté économique et progrès social. L'Union patronale de la région parisienne utilisa le périodique de l'ALEPS contre François Mitterrand avant le premier tour de l'élection présidentielle de 1974, en liaison avec l'officine anticommuniste de Georges Albertini, qui fréquente l'ALEPS, et Claude Harmel. Sa rencontre avec les dirigeants de cette association, qu'elle appuie depuis 1970, a abouti à l'envoi de 750 000 brochures de l'ALEPS (son bulletin no 15) à des cadres et de 170 000 brochures (son bulletin no 14) à des instituteurs. Brochures qui mettent en avant le danger communiste.
Après les élections présidentielles de 1974, le soutien apporté par le CNPF cessa et Claude Harmel disparut de l'organigramme de l'association, désormais présidée par Albert Garand, qui contribuait à mobiliser les fonds du patronat avant qu'il n'accède à la présidence de l'association. L'ALEPS se rapprocha du Centre libéral-spiritualiste français fondé par Pierre Lhoste-Lachaume et dirigé par son disciple Raoul Audouin. Albert Garand participa en avril 1974 à une réunion à Paris pour relancer l'action de l'ACEL dans la capitale, aux côtés de Raoul Audouin qui déclara que les « alliés naturels » de l'ACEL et de son Centre sont « l'ALEPS, le Centre d'études des entreprises de Jean-Louis Guillaume et le Club du livre civique » de Michel de Saint-Pierre. Elle partagea avec ce Centre un nouveau siège social, au 35, avenue Mac-Mahon, dans le 17e à partir de mai 1976.
En avril 1975, l'ALEPS modifie ses statuts et créé un collège présidentiel, dont vont être membres Gaston Leduc, alors président de la Société du Mont-Pèlerin, Pierre de Calan, Jacques Rueff, puis Jacques Plassard à partir de 1978 et François Ceyrac, qui lorsqu'il présida l'Union des Industries Métallurgiques et Minières (1969-1973) puis le CNPF (1972-81) appuya l'ALEPS selon le témoignage de Jacques Garello.
Sous la présidence d'Albert Garand, elle organisa plusieurs colloques, deux au cours de l'exercice 1975, sur « L'entreprise et l'emploi », le 16 avril et sur Les groupes privés dans la société libre», le 15 octobre, présidé par Edgar Faure, président de l'Assemblée nationale. Cette même année, l'ALEPS publia un nouveau manifeste, «Notre libéralisme, un projet de société», diffusé à plus de 16.000 exemplaires. L'année suivante, elle organisa un autre colloque sur «Les libéraux et l'action des consommateurs>>, le 24 mars 1976, présidé par le bâtonnier Albert Brunois et jumelé avec le déjeuner-débat organisé le même jour par « L'Opinion en 24 h". L'année suivante, le 23 novembre, elle organise un colloque contradictoire entre économistes libéraux (Jacques Plassard, président de la S.E.D.E.I.S, Pascal Salin, Thierry de Montbrial, professeur d'économie à l'École Polytechnique, Edmond Alphandéry, professeur à l'Université de Paris Il, Jean-Jacques Rosa, professeur à l'Université de Paris II) et socialistes (Jacques Attali, Pierre Uri, Christian Goux, professeur à l'Université de Paris I, Xavier Greffe, professeur à l'Université de Paris Nord, Jean Matouk, professeur à l'Université de Montpellier 1), animé par Emmanuel de La Taille, rédacteur en chef économique de TF1.

## L'ALEPS de la fin des années 1970 aux années 1980: l'apogée de l'ALEPS
Progressivement, une nouvelle génération a pris la tête de l'ALEPS, menée par des universitaires libéraux, plus jeunes, plus radicaux et davantage marqués par un néo-libéralisme inspiré de Friedrich Hayek, Milton Friedman et Ludwig von Mises ainsi que du Français Frédéric Bastiat, redécouvert : les Nouveaux économistes, réunis par Jacques Garello, vice-président de l'ALEPS depuis 1974, dès 1978 à Aix en Provence en une université d'été qui devint annuelle. Ce groupe comprend notamment Henri Lepage, administrateur de l'ALEPS depuis 1980, Pascal Salin, administrateur dee l'ALEPS de 1977 à 1980 puis vice-président, ou Florin Aftalion, administrateur de l'ALEPS depuis 1984. L'arrivée de Jacques Garello et de Jacqueline Balestier respectivement à la présidence et au secrétariat général de l'Aleps marqua, en janvier 1981, un tournant pour l'association. Avec les Nouveaux économistes, l’ALEPS se donne une dimension plus académique et plus internationale. Elle accueille ainsi en 1980 en l’espace de quelques mois Friedrich Hayek et Milton Friedman. Les liens avec la Société du Mont-Pèlerin, dont Fred Aftalion est vice-président, se resserrent.
En réaction à la victoire de François Mitterrand aux présidentielles de 1981, et dans le contexte international du succès des idées libérales aux États-Unis de Ronald Reagan et au Royaume-Uni de Margaret Thatcher, les thèses de l'ALEPS séduisent une partie des leaders politiques de la droite française, à la recherche d'une doctrine : Jacques Chirac et plus encore la « bande à Léo », autour de François Léotard et Alain Madelin, un proche de l'ALEPS depuis 1971. Mais c'est « une suite d'occasions manquées ». Dans la perspective des élections de 1986, Jacques Garello écrit A nos dirigeants, une lettre ouverte préfacée par un proche de l'ALEPS Louis Pauwels, du Figaro magazine (Salin, Garello, Lepage, et Aftalion y collaborent). « Les erreurs commises après la victoire de la droite en 1986 où la cohabitation est préférée au libéralisme » inspirent à l’ALEPS un « Programme pour un Président » en 1988, qui n'est pas entendu. En 1993, l'ALEPS propose encore un « Programme pour un Parlement ». Ce « sera désormais la traversée du désert du libéralisme ». L'ALEPS poursuit néanmoins son combat, aux côtés d’Idées Action d'Alain Madelin jusqu'en 1998, puis avec Génération libérale, présidée par Jacques Garello, avec comme vice-président René Le Goff, administrateur de l'ALEPS. En 2002, à l’unanimité de ses administrateurs moins une voix, le Conseil de l’ALEPS décide de soutenir la campagne d’Alain Madelin, « ne serait-ce que pour démontrer le poids de l’électorat libéral ». Mais Madelin n'obtient que 3,91 % des suffrages exprimés au premier tour, le 21 avril 2002, ce qui provoque « le grand retour au silence politique libéral ».
En 1992, les dirigeants de l'ALEPS, avec d'autres universitaires proches, ont prôné le « non » lors du Référendum français sur le traité de Maastricht, au sujet de la fondation de l'Union européenne.
Des patrons aident l'ALEPS, notamment un patron libéral et catholique comme François Michelin, de 1976 à 2002.

## L'ALEPS aujourd'hui, un petit cénacle maillon d'un réseau libéral
Le 12 décembre 2006, l'ALEPS a fêté ses 40 ans dans l’amphithéâtre du GIM (Groupe des Industries Métallurgiques de la Région Parisienne, branche parisienne de l'Union des industries et métiers de la métallurgie), à Neuilly-sur-Seine. Un historique de l'association préparé par Georges Lane et l'industriel Axel Arnoux, petit-fils du fondateur de l'association, a été présenté. Claude Harmel est venu présenter ses souvenirs. Alain Madelin et Hervé Novelli ont présenté leurs « 35 ans de vie avec l’ALEPS » et ont rendu hommage à Claude Harmel, leur « père spirituel », Fred Aftalion a présenté les rapports entre l'Aleps et la Société du Mont Pèlerin, Pascal Salin les « nouveaux économistes » et le prix du livre libéral. Sont intervenus, outre Jacques Garello, Alain Mathieu, président de Contribuables Associés, Bernard Zimmern, fondateur et directeur de l’IFRAP, Jean-Philippe Delsol, Vincent Ginocchio, président de Liberté chérie, le député Jean-Michel Fourgous. Laurence Parisot, présidente du MEDEF, absente, a adressé un message.
L'association se présente ainsi : « L’ALEPS ne cesse de réunir les meilleurs experts européens et mondiaux dans le cadre de colloques, deux ou trois fois par an. Parmi quelques sujets retenus au cours des années récentes : révolte fiscale et révolution libérale, le chômage un scandale public (avec la participation des économistes américains Gary Becker, Arthur Laffer, Bill Niskanen), l’avenir des retraites (avec Gary Becker à nouveau, José Pineira, Ed Crane, cofondateur du Cato Institute), l’Europe des Européens ou, l’an dernier, la flat tax. Des idées percutantes ont été lancées ou vulgarisées par l’ALEPS : privatisation de la monnaie, salaire complet, impôt sur la dépense, privatisation des biens environnementaux, bons scolaires, carnets de santé, passage à la capitalisation, contrat libre emploi, etc. L’ALEPS a aussi contribué à faire connaître les grands classiques de la pensée libérale, inconnus des Français parce qu’ils avaient été publiés en anglais, ou parce qu’ils avaient simplement été effacés de la mémoire collective ».
Dans ce travail de transcription des grands classiques, un hommage est rendu à Raoul Audouin, animateur du Centre Libéral Spiritualiste Français : il a été présent au 35 avenue Mac Mahon pendant vingt cinq ans, et « il a rappelé sans cesse la dimension éthique du libéralisme, et sa convergence naturelle avec la doctrine sociale de l’Église catholique ». L'ALEPS vante aussi son Université d’été, « une rencontre mondiale avec les économistes, les juristes, les philosophes du monde entier. Gary Becker, Ronald Coase, prix Nobel, l'économiste suisse Victoria Curzon-Price, présidente de la Société du Mont-Pèlerin, Vaclav Klaus, président de la République tchèque, Leonard Liggio, professeur à l’Université George Mason (Virginie), vice-président d’Atlas Foundation. L’Université d’été a maintenant atteint sa maturité : entre quatre et cinq cents participants chaque année, beaucoup de jeunes européens venus du centre et de l’Est de l’Europe, beaucoup d’Américains ». L'Humanité, elle, moque le public clairsemé (une cinquantaine de personnes dans une salle de 200 places) de ces « ultralibéraux sans le sou qui bénéficient, au moins, du sens de l'hospitalité des patrons parisiens de la métallurgie ». Les deux vice-présidents de l'ALEPS sont alors le professeur Roland Drago et Fred Aftalion, industriel de la chimie et écrivain, ancien administrateur de l'Association des chefs d'entreprise libres.
Plus vieille association libérale, l'ALEPS est dans les années 2010 dans le « creux de la vague » depuis les mandats présidentiels de Jacques Chirac et Nicolas Sarkozy. Jacques Garello affirmant ainsi : « Depuis 2002, notre doctrine a été absente de la scène politique, voire du débat d’idées. La droite de Chirac et Sarkozy en a été responsable, affiliée à l’étatisme jacobin, à l’énarchie et au keynésianisme ». Elle compte peu d'adhérents. En 2011, seuls une quarantaine d'adhérents est venue assister à l'assemblée générale, qui d'habitude n'en réunit que le double. Les moyens financiers de l'association sont limités ; en 2013, Jacques Garello espère « l'engagement plus prononcé de la part d’entrepreneurs et d’institutions patronales qui ont été pendant longtemps les meilleurs soutiens de la pensée libérale, mais qui se sont faits très discrets depuis une dizaine d’années ». Le GIM n'accueille plus les manifestations de l'ALEPS. C'est l'avocat Jean-Philippe Delsol qui a mis à la disposition de l'ALEPS une salle pour ses AG en 2013 et 2014, dans ses bureaux.
Elle continue néanmoins à véhiculer ses convictions libérales par plusieurs canaux: sa lettre hebdomadaire, depuis 1981 (La nouvelle lettre), qui n'est plus diffusée qu'en version électronique faute de moyens, animée encore aujourd'hui par Jacques Garello, président d'honneur de l'ALEPS depuis 2014, son site libres.org, mis en ligne le 5 août 1999, son bulletin trimestriel Liberté économique et progrès social (1973), son université d'été à Aix-en-Provence (annulée en 2013 faute de moyens), l'attribution depuis 1996 du prix du libre libéral (le jury est présidé par Pascal Salin), l'attribution depuis 2009 d'un Prix de la Chronique Économique, des colloques, comme en 2012 sur le thème "Fiscalité, flexibilité et emploi en Europe", avec l'avocat d'affaires Jean-Philippe Delsol, alors administrateur de l'IRES, Hervé Novelli ou Jean-Michel Fourgous, le "libre journal des économistes" sur Radio Courtoisie, depuis novembre 1993, des conférences, souvent en lien avec d'autres organisations libérales, des publications.
Tandis que le conseil d’administration de l'ALEPS est progressivement rajeuni (7 nouveaux administrateurs en moins de 5 ans en 2012, Jacques Garello a laissé la présidence à un « ami et disciple », l'avocat Patrick Simon, élu le 3 octobre 2014. Ce-dernier qui « s’inscrit dans la ligne doctrinale de l’ALEPS : un libéralisme intégral, qui va au-delà de la seule liberté économique, un libéralisme international en liaison avec les centres et instituts libéraux de tous les pays, un libéralisme ouvert accueillant sans discrimination tous les défenseurs et promoteurs de la liberté en France », s’affirme « libéral conservateur »; l'engagement de ce catholique thomiste convaincu est fondé sur « une foi humaniste et chrétienne profonde ». Son ouvrage Peut-on être libéral et catholique ? avait été couronné par l’ALEPS.
Lors de cette AG, on relève les membres et proches de l'ALEPS: Philippe Nemo, Alain Madelin, Hervé Novelli, Jean-Philippe Delsol), Henri Lepage, administrateur de l'ALEPS depuis 1980, Alexis Vintray, un des deux rédacteurs en chef du site Contrepoints, Évelyne Joslain. L'ALEPS a alors lancé un nouveau manifeste, signé par près de 300 personnes, dont Florin Aftalion, Fred Aftalion, Axel Arnoux, Jacqueline Balestier, secrétaire générale de l'ALEPS et présidente du Centre libéral spiritualiste français, Patrick de Casanove, président du cercle Frédéric Bastiat, l'homme d'affaires Charles Beigbeder, Chantal Delsol, son frère Jean-Philippe Delsol, son mari Charles Millon - Et Millon, et son beau-frère sont passés par le très droitier Cercle Charles Péguy, fondé à Lyon en 1963 par le biologiste Michel Delsol, et par l'Association des chefs d'entreprise libres -, Henri Lepage, Alain Madelin, Jean-Yves Naudet, collaborateur de La Nouvelle lettre, président-fondateur de l'Association des économistes catholiques, dont Jacques Garello a été membre du conseil d'administration en 2009, Hervé Novelli, le journaliste Ivan Rioufol, Pascal Salin, Bernard Zimmern, Alain Mathieu, ancien président de Contribuables associés, Vincent Ginocchio, président de Liberté chérie, Jacques de Guenin, etc..
En 2014, Jacques Garello établit le bilan de son association :
- « La rigueur du message libéral

Nous avons toujours défendu une conception « globale » du libéralisme, incluant la dimension humaniste et spirituelle. C’est la liberté et la dignité de l’être humain que nous voulons défendre et promouvoir. Ce n’est pas l’efficacité de la liberté économique qui nous attire, même si elle est incontestable, c’est qu’elle-même est le produit des hommes dignes dans une société de libertés.
- L’indépendance politique

L’ALEPS s’est toujours tenue à l’écart des jeux partisans et ne s’est engagée sur la scène politique qu’une seule fois en 2002, aux côtés d’Alain Madelin et de Démocratie Libérale. L’ALEPS se veut au cœur de la société civile, pour l’informer et l’animer.
- La dimension internationale

Elle a été acquise notamment à l’occasion des Universités d’été d’Aix en Provence et des congrès mondiaux et régionaux de la Société du Mont-Pèlerin (fondée par Hayek en 1947 et dont la plupart des administrateurs de l’ALEPS sont membres). Par le jeu des relations personnelles de ses administrateurs, l’ALEPS a été en liaison avec IHS, Atlas, Heritage Foundation, Cato Institute, Friedrich Neumann, l'Institut Bruno Leoni de Milan, Luigi Einaudi, l'Institut Libéral, l'Institute of Economic Affairs. Pendant près de dix ans le Journal des Economistes, publication bilingue, a été diffusé dans les universités du monde entier.
- La coopération avec les promoteurs français du libéralisme

L’ALEPS s’est interdit tout esprit de chapelle et a noué un tissu d’entraide et d’amitié avec tous les acteurs de la croisade libérale ; il n’y a pas eu à ce jour de dissension interne ou de discrimination externe. Parmi les partenaires habituels (souvent représentés au conseil d’administration) : Contribuables associés, IREF (Institut de Recherches Économiques et Fiscales) - J. Garello est l'un de ses administrateurs en 2014 -, Institut Turgot, Euro 92, IFRAP, Emploi 2017, Cercles Frédéric Bastiat, Liberté chérie (association), Students for Liberty, IES Europe.
- La continuité dans les initiatives

Le bulletin trimestriel Liberté Economique et Progrès Social a été créé en 1973 et il est toujours publié. Les « Semaines de la Pensée Libérale » se sont déroulées de 1968 à 1978 [en réalité 1974]. Le Grand Prix de la Pensée Libérale (1966-1982) a été relayé par le Prix du Livre Libéral (2000-2014) et le Prix de la Chronique Economique (2008-2014). L’Université d’été, créée en 1978, en est arrivée à sa 33e édition (2012). Enfin et non le moindre, la Nouvelle Lettre, créée en 1981, en est à sa 33e année et
entend bien se maintenir aussi longtemps que vous l’apprécierez. J’en garde la responsabilité entière ».
Sont alors administrateurs de l'ALEPS : Patrick Simon, président, Axel Arnoux, président de Chauvin Arnoux, administrateur puis vice-président depuis 2014, à la place de Fred Aftalion, Bertrand Lemennicier, professeur à l'université de Paris II, vice-président depuis 2008, disciple de Pascal Salin et qui se proclame libertarien, en remplacement du professeur Roland Drago, Georges Lane, universitaire, trésorier, Olivier Méresse, consultant (depuis 2012), Philippe Nemo, philosophe (2014), Paul Beaumartin, chef d’entreprise, fondateur du CEREL Cercle études et de réflexions libérales à Bordeaux (2014), Patrick de Casanove, président du Cercle Frédéric Bastiat et organisateur des Week end des Libéraux (WEL) à Dax (2014), Jean-Philippe Feldman, avocat et universitaire (depuis 2008), Henri Lepage, animateur de l'Institut Turgot, Jean-Philippe Delsol, président de l'IREF (depuis 2010), Nicolas Lecaussin, ancien rédacteur en chef de Société Civile et ancien président de l’IFRAP (2008), Vincent Ginocchio, président de Liberté Chérie (2008), Benoite Taffin, porte-parle de Contribuables associés.
Lors de la campagne présidentielle de 2017, plusieurs animateurs et administrateurs de l'ALEPS ont soutenu le candidat François Fillon et son programme libéral. En septembre 2016, avant les primaires de la droite, l'ALEPS organise une conférence-débat avec François Fillon, animée par Patrick Simon; le candidat est amené à répondre aux questions de Pascal Salin et d'animateurs d'autres associations libérales alliées (Cercle Droit & Liberté, Contribuables Associés, IREF, libéraux.org, Liberté sociale, Students for Liberty, Think Libéral Sciences-Po, UNPI). En février 2017, Patrick Simon, Pascal Salin, Jacques Garello, Jacqueline Balestier, Jean-Philippe Delsol, Pierre Garello, Paul Beaumartin, Nicolas Lecaussin, Henri Lepage, Bertrand Lemennicier cosignent une tribune de soutien, aux côtés de membres ou proches de l'ALEPS : hommes politiques comme Gérard Longuet ou Hervé Novelli, Charles Beigbeder, Charles Millon, Chantal Delsol, Florin Aftalion, Bernard Zimmern, Yvon Jacob, Alain Mathieu, etc. Les signataires déclarent avoir « apprécié le langage de rupture de François Fillon » : « Il a affirmé avec clarté la nécessité pour notre pays de limiter le cortège d'impôts et de réglementations qui accompagne un prétendu Etat-providence qui n'est en fait qu'un Etat-spoliateur. Il a fait le choix de la libre entreprise et du libre-échange. Il a rappelé avec courage les racines morales, juridiques et religieuses de notre culture nationale et les dangers du totalitarisme islamique ».
En juin 2018, l'ALEPS de Pascal Salin et l'IREF de Jean-Philippe Delsol lancent conjointement un trimestriel numérique, le Journal des libertés. Pierre Garello est le directeur de la publication. Le comité de rédaction comprend Pascal Salin, Jean-Philippe Delsol, Bertrand Lemennicier, Jean-Philippe Feldman, Jacques Garello, Alain Laurent, Nicolas Lecaussin, Henri Lepage, Philippe Nemo, Patrick Simon. Le bulletin de l'ALEPS paraît toujours; le no 164 parait à l'été 2018.

## Présidents
- André Arnoux (d), industriel, président fondateur
- Daniel Villey, universitaire, de 1966 à son décès en 1968
- Luc Bourcier de Carbon (d) (1913-1979), universitaire[Note 19], de 1968 à 1974
- Albert Garand (d) (1912-1986)[Note 20], économiste, de 1974 à 1980
- Jacques Garello, universitaire, de janvier 1981 à octobre 2014
- Patrick Simon, avocat, du 3 octobre 2014 à 2017
- Pascal Salin, universitaire émérite[71], depuis décembre 2017

## Prix

### Le grand prix André Arnoux de la pensée libérale (1966-1974)
À l'origine, l'ALEPS aurait été fondée pour faire connaitre André Arnoux et faciliter ses ambitions académiques. Claude Harmel aurait eu l'idée de fonder un prix littéraire doté de 10 000 francs, portant le nom d'André Arnoux. Un prix destiné à distinguer un ouvrage mettant en relief « le rôle de la liberté économique comme facteur du progrès social et de la promotion de l'homme ». C'est qu'Arnoux est aussi un homme de lettres et un moraliste catholique, qui a publié des ouvrages aux Nouvelles éditions latines, une maison d'édition ancrée à droite ; un de ses livres a été préfacé par le très conservateur et catholique général Maxime Weygand.
Le premier lauréat fut Jacques Rueff, en 1967 ; le prix lui fut remis par Georges Villiers, président d'honneur du Conseil national du patronat français (CNPF). Assistent à la remise du prix Raymond Boisdé, Raymond Dronne, André Malterre, Gaston Leduc, l'industriel Claude Ventre, président du Groupe des industries métallurgiques de la région parisienne (GIM), François Peugeot, Lucien Daffos de l'ACEL. L'ALEPS est pérennisée par la suite, Rueff rejoint le jury l'année suivante, composé aussi de Jean Fourastié, Gaston Leduc, de l'Institut, Luc Bourcier de Carbon et Hyacinthe Dubreuil, président d'honneur de l'ALEPS. Il a été décerné ensuite, successivement, à Maurice Allais, Raymond Aron, Pierre de Calan, Louis Armand (ingénieur), Jean Rey, Thierry Maulnier et enfin, en 1974, à Bertrand de Jouvenel, dernier lauréat.

### Prix du livre libéral (depuis 1998)
Lauréats
- 1998 : Philippe Manière
- 1999 : Patrick Simon
- 2000 : Philippe Nemo
- 2001 : Jean-François Revel
- 2002 : Pascal Salin
- 2003 : Philippe Simonnot
- 2004 : Guy Millière
- 2005 : Nicolas Lecaussin
- 2006 : Alain Laurent
- 2007 : Yvan Blot
- 2008 : Alain Mathieu (prix spécial : Georges Lane)
- 2009 : Mathieu Laine
- 2010 : Jean-Philippe Feldman
- 2011 : Jean-Philippe Delsol
- 2012 : Jörg Guido Hülsmann
- 2013 : Florin Aftalion et Philippe François
- 2014 : Philippe Fabry
- 2015 : Michel Leter (prix spécial : Pierre Bessard, Emmanuel Martin, Cécile Philippe et Philippe Verdier ; prix de la liberté journalistique : Éric Le Boucher)
- 2016 : Patricia Commun[78]

### Prix de la chronique économique (2009-2014)
Lauréats
- 2009 : Ivan Rioufol
- 2010 : Yves de Kerdrel
- 2011 : Pierre-Antoine Delhommais (d)
- 2012 : Jean-Yves Naudet (d)
- 2013 : Éric Brunet
- 2014 : Brice Couturier

L'intitulé devient en 2015 « Prix de la liberté journalistique », attribué en 2016 à Yves Bourdillon (d), journaliste des Échos.